# Ferenc Gyurkovics
Ferenc Gyurkovics (3 de setembro de 1979, em Pécs, Baranya) é um halterofilista da Hungria.
Nos Jogos Olímpicos de Verão de 2004, Gyurkovics levantou 420 kg no total combinado (195 no arranque e 225 no arremesso), e inicialmente ficara com a medalha de prata na categoria até 105 kg. Mas ele foi desclassificado por dopagem bioquímica (uso de oxandrolona). E a Federação Internacional de Halterofilismo suspende-o por dois anos das competições de seu calendário.
Quadro de resultados
| Ano  | Posição | Competição                            | Classe de peso | Marca                |
| 1998 | 9.      | Campeonato mundial júnior em Sofia    | 0-94 kg        | 330 kg (150+180)     |
| 1998 | 3.      | Campeonato europeu júnior em Sofia    | -105 kg        | 362,5 kg (165+197,5) |
| 1999 | 7.      | Campeonato mundial júnior em Savannah | -105 kg        | 357,5 kg (167,5+190) |
| 1999 | 6.      | Campeonato europeu júnior em Spala    | -105 kg        | 357,5 kg (162,5+195) |
| 2002 | 14.     | Campeonato mundial em Varsóvia        | -105 kg        | 385 kg (180+205)     |
| 2003 | 10.     | Campeonato europeu em Loutraki        | -105 kg        | 387,5 kg (177,5+210) |
| 2003 | 6.      | Campeonato mundial em Vancouver       | -105 kg        | 405 kg (187,5+217,5) |
| 2004 | DSQ     | Jogos Olímpicos em Atenas             | -105 kg        | 420 kg (195+225)     |
| 2010 | 9.      | Campeonato europeu em Minsk           | -105 kg        | 370 kg (172+198)     |
| 2010 | 18.     | Campeonato mundial em Antália         | -105 kg        | 370 kg (175+195)     |
| 2011 | 9.      | Campeonato europeu em Cazã            | -105 kg        | 376 kg (175+201)     |
| 2011 |         | Campeonato mundial em Paris           | -105 kg        | Sem resultado        |
| 2012 | 9.      | Campeonato europeu em Antália         | -105 kg        | 376 kg (176+200)     |
| 2013 | 8.      | Campeonato europeu em Tirana          | -105 kg        | 371 kg (173+198)     |
| 2013 | 10.     | Campeonato mundial em Breslávia       | -105 kg        | 380 kg (178+202)     |
| 2013 | 6.      | IWF Grand Prix President's Cup        | -105 kg        | 373 kg (171+202)     |
| 2014 | 9.      | Campeonato europeu em Tel Aviv        | -105 kg        | 374 kg (173+201)     |
| 2014 | 5.      | IWF Grand Prix President's Cup        | -105 kg        | 367 kg (171+196)     |
| 2014 | 14.     | Campeonato mundial em Almaty          | -105 kg        | 380 kg (175+205)     |
| 2015 | /       | Campeonato europeu em Tbilisi         | -105 kg        | Sem resultado        |
| 2015 | 13.     | Campeonato mundial em Houston         | -105 kg        | 376 kg (170+206)     |
| 2016 | 12.     | Campeonato europeu em Førde           | -105 kg        | 374 kg (173+201)     |